# سيارة القرن
جائزة "سيارة القرن" هي جائزة دولية تُمنح لأكثر سيارة مؤثرة في القرن العشرين. كانت عملية الاختيار تتم تحت إشراف مؤسسة الانتخابات العالمية للسيارات. أعلن عن السيارة الفائزة وهي سيارة فورد موديل تي، في حفل توزيع الجوائز الذي أقيم في 18 ديسمبر 1999 في لاس فيغاس، نيفادا، الولايات المتحدة الأمريكية.

## عملية الاختيار

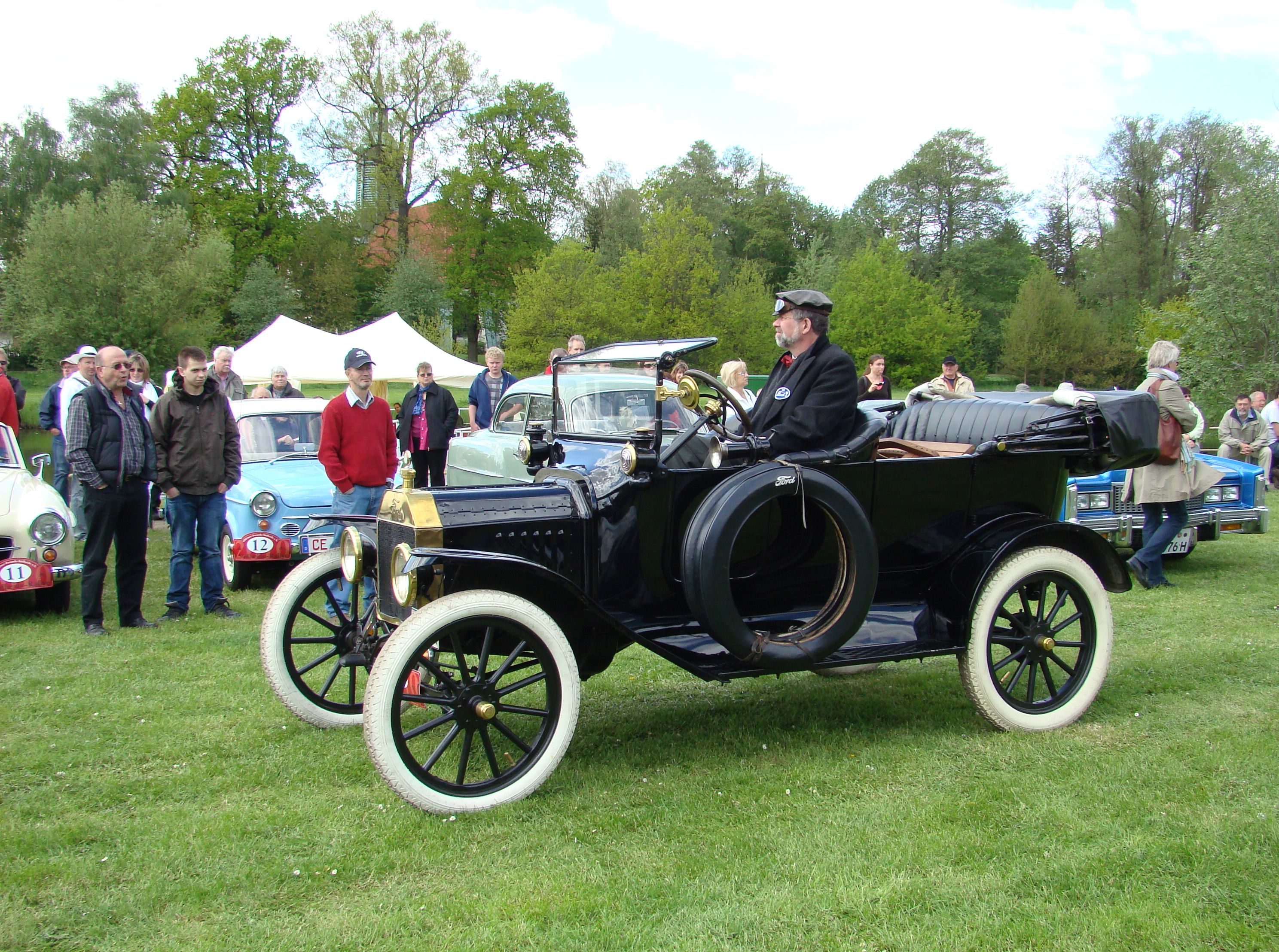
المركز الأول: فورد موديل تي

صممت عملية اختيار "سيارة القرن" بشكل معقد ودقيق. بدأت هذه العملية في أكتوبر 1996 عندما قدمت لجنة تنظيم الجائزة قائمة تضم 700 سيارة تم اختيارها من قبل الخبراء بناءً على توصيات من صناع السيارات وأندية السيارات.
في فبراير 1997، تم الإعلان عن قائمة تضم 200 سيارة مؤهلة في معرض AutoRAI للسيارات في أمستردام، حيث تم اختيارها من بين الـ700 سيارة من قبل لجنة شرفية مكونة من خبراء مستقلين وموثوقين في مجال صناعة السيارات.

بعد ذلك، قام فريق مكون من 133 صحفيًا متخصصًا في مجال السيارات من 33 دولة، برئاسة اللورد مونتاجو من بيوفليو، بتقليص القائمة إلى 100 سيارة،  وتم الإعلان عن النتيجة في معرض فرانكفورت للسيارات في سبتمبر 1997.

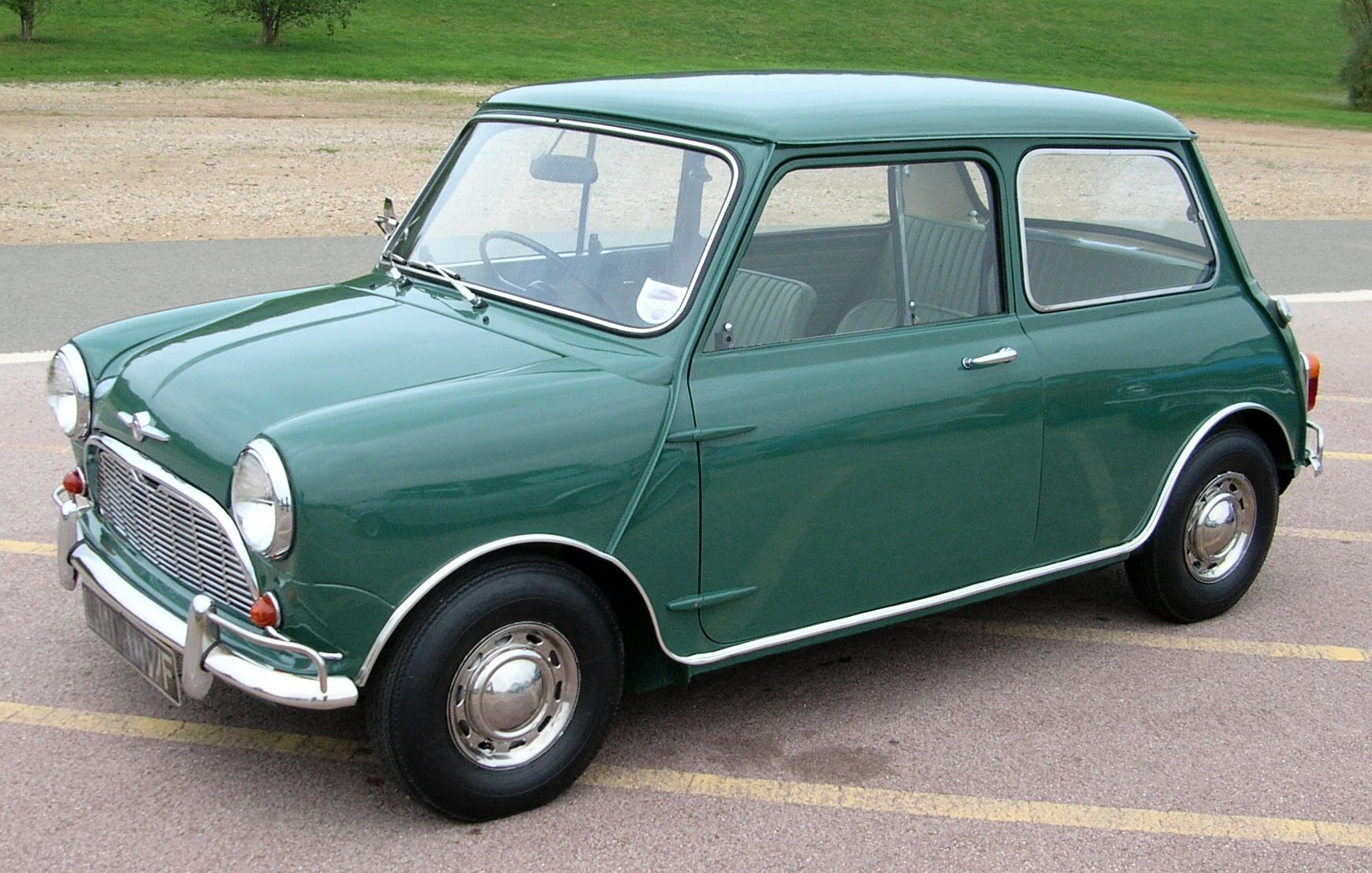
المركز الثاني: ميني

استمرت العملية عبر تصويت عام عبر الإنترنت لاختيار 10 سيارات، إضافة إلى اختيار 25 سيارة أخرى من قبل اللجنة المهنية. وفي النهاية، كانت 9 من السيارات التي اختارها الجمهور ضمن الـ25 سيارة التي اختارها الصحفيون، بينما كانت سيارة "إيه سي كوبرى" هي الوحيدة التي تم اختيارها من قبل الجمهور فقط. لذلك، تم الإعلان عن 26 سيارة في معرض جنيف للسيارات في مارس 1999 كمرشحين للمرحلة التالية.

## القائمة
في ما يلي قائمة بالسيارات ال 26 الأولى

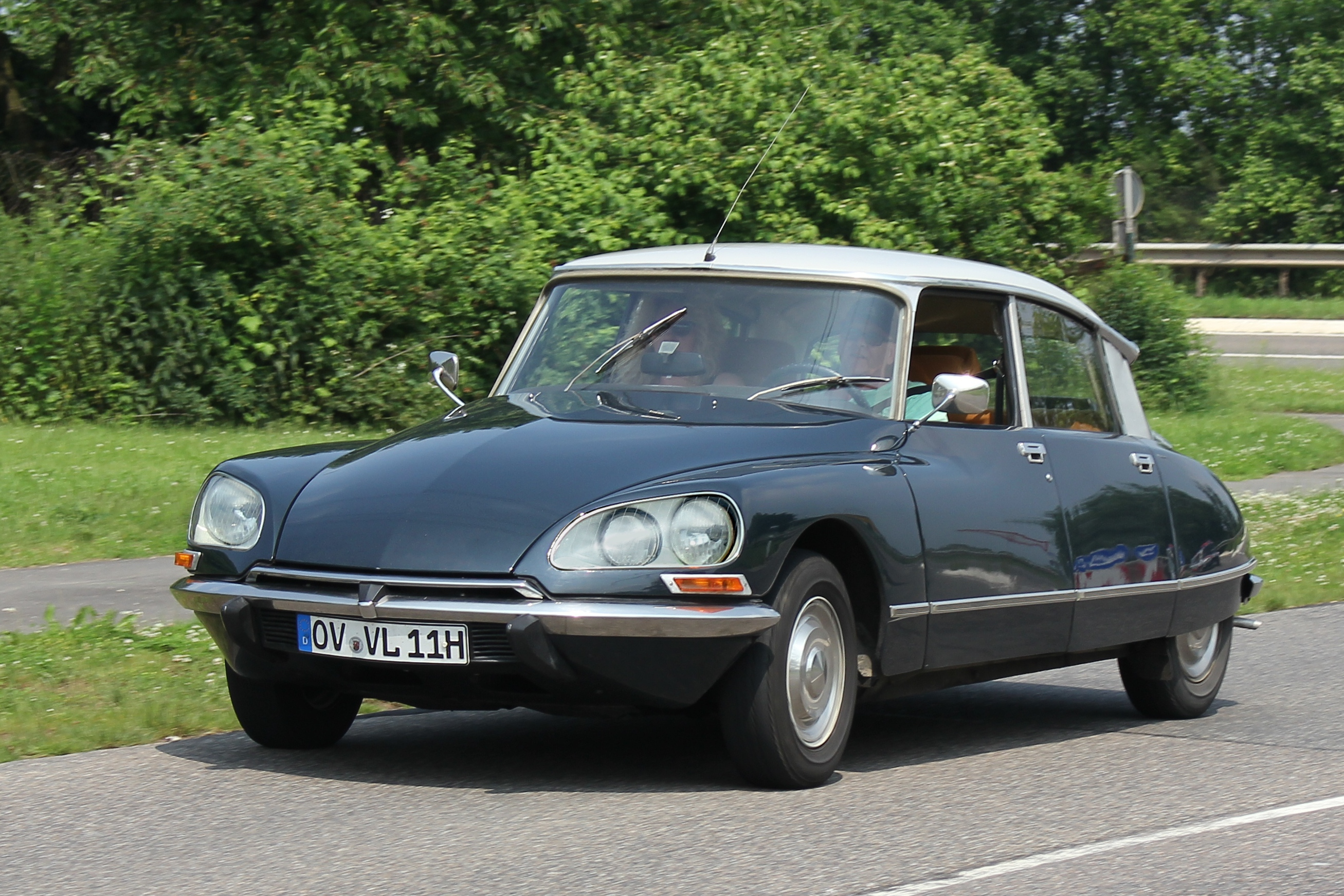
المركز الثالث: سيتروين دي إس

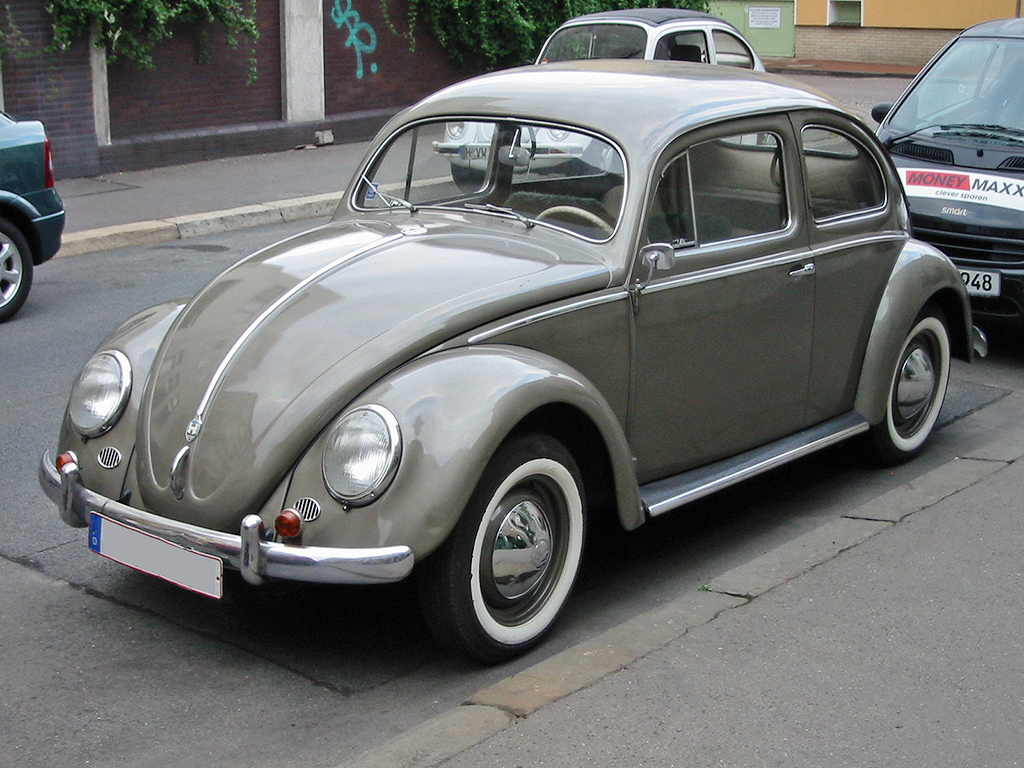
المركز الرابع: فولكس فاجن بيتل

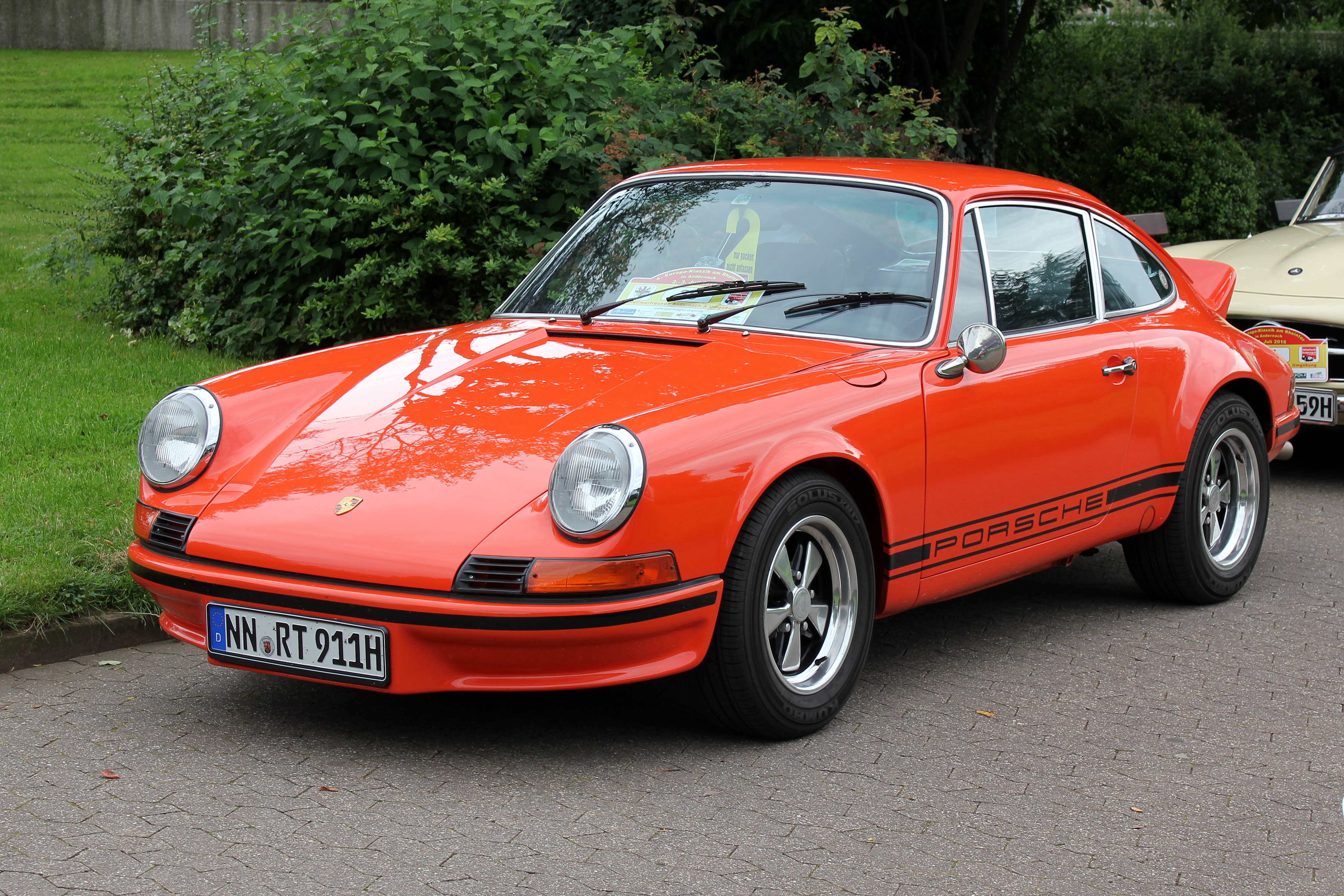
المركز الخامس: بورشه 911

| الصانع      | النوع باللغة العربية   | البلد                            | السنة       |
| ----------- | ---------------------- | -------------------------------- | ----------- |
| أيه سي      | كوبرا                  | المملكة المتحدة/الولايات المتحدة | 1965–1967   |
| ألفا روميو  | جيوليتا سبرينت كوبيه   | إيطاليا                          | 1954–1968   |
| أودي        | كواترو                 | ألمانيا                          | 1980–1991   |
| أوستن       | سبعة                   | المملكة المتحدة                  | 1922–1939   |
| بي إم دبليو | بي إم دبليو 328        | ألمانيا                          | 1936–1940   |
| بوجاتي      | تي 35                  | فرنسا                            | 1926–1930   |
| شيفروليه    | كورفيت ستينغراي        | الولايات المتحدة                 | 1963–1967   |
| سيتروين     | تراكشن أفانت           | فرنسا                            | 1934–1957   |
| 2CV         | 2سي في                 | فرنسا                            | 1948–1990   |
| دي إس 19    | دي إس 19               | فرنسا                            | 1955–1975   |
| فيراري      | 250 جي تي SWB برلينيتا | إيطاليا                          | 1959–1962   |
| فيات        | 500 توبولينو           | إيطاليا                          | 1936–1948   |
| فورد        | موديل تي               | الولايات المتحدة                 | 1908–1927   |
| فورد        | موستانغ                | الولايات المتحدة                 | 1964–1968   |
| جاغوار      | إكس كي 120             | المملكة المتحدة                  | 1948–1954   |
| جاغوار      | إي-تايب                | المملكة المتحدة                  | 1961–1975   |
| لاند روفر   | رينج روفر              | المملكة المتحدة                  | 1970–الحاضر |
| مرسيدس-بنز  | إس/إس إس كيه           | ألمانيا                          | 1927–1932   |
| مرسيدس-بنز  | 300 إس إل كوبيه        | ألمانيا                          | 1954–1957   |
| مورس/أوستن  | ميني                   | المملكة المتحدة                  | 1959–2000   |
| إن إس يو    | رو 80                  | ألمانيا                          | 1967–1976   |
| بورش        | 911                    | ألمانيا                          | 1964–الحاضر |
| رينو        | إسباس                  | فرنسا                            | 1984–الحاضر |
| رولز-رويس   | سيلفر جوست             | المملكة المتحدة                  | 1907–1925   |
| فولكس فاجن  | بيتل                   | ألمانيا                          | 1938–2003   |
| فولكس فاجن  | جولف                   | ألمانيا                          | 1974–الحاضر |
| ويليس       | جيب                    | الولايات المتحدة                 | 1941–1945   |